# Autechaux-Roide
Autechaux-Roide település Franciaországban, Doubs megyében. Lakosainak száma 497 fő (2022. január 1.). Autechaux-Roide Écurcey, Pierrefontaine-lès-Blamont, Pont-de-Roide-Vermondans és Roches-lès-Blamont községekkel határos.

## Népesség
A település népességének változása:
| Lakosok száma | 348  | 560  | 541  | 565  | 550  | 534  | 523  | 518  | 516  | 497  |
|               | 1968 | 1982 | 1990 | 2006 | 2013 | 2015 | 2017 | 2019 | 2020 | 2022 |